# Zond 1
Zond 1 est une sonde spatiale du programme soviétique Zond. Lancée le 2 avril 1964, il s'agit de la deuxième sonde spatiale soviétique à atteindre Vénus. Elle transportait un atterrisseur sphérique de 90 cm ayant pour objectif de faire une analyse chimique de l'atmosphère de Vénus, des mesures aux rayons gamma des roches de surface et contenant également un photomètre, des jauges de température et de pression ainsi qu'un capteur de mouvement au cas où la sonde atterrirait dans de l'eau. Cependant, elle ne peut réaliser sa mission car toutes les communications sont perdues avant son arrivée près de la planète.

## Histoire
Au moins trois sondes soviétiques précédentes avaient été perdues en raison de dysfonctionnements des fusées de tassement (BOZ) de l'étage Blok L, mais une enquête révèle que le problème était résolu. Le vaisseau spatial, de type Venera 3MV-1, est lancé le 2 avril 1964 depuis le cosmodrome de Baïkonour et le lanceur fonctionne parfaitement. Pendant la phase de croisière, une légère fuite due à une fenêtre fissurée provoque cependant une perte de pression dans le compartiment électronique,. Il s'agit d'un sérieux problème car l'électronique soviétique repose alors sur tubes électroniques à vide qui pouvaient surchauffer sans air de refroidissement. Finalement, une commande du contrôle au sol pour allumer son système radio alors qu'il restait encore de l'air provoque un court-circuit de l'électronique du fait d'une décharge par effet corona. Le concepteur en chef, Sergueï Korolev, exige à la suite de cet échec un meilleur contrôle qualité de la part du bureau OKB-1, préconisant notamment l'utilisation de rayons X pour tester les fuites de pression. 
À la mi-avril, l'électronique du vaisseau spatial principal est hors service et toute transmission de signal cesse mais il reste encore envisageable que l'atterrisseur puisse être déposé et que les mesures du rayonnement spatial et du spectromètre atomique à hydrogène soient reçues. Les viseurs d'étoiles de la sonde sont alors utilisés pour l'aligner et corriger son cap. Cependant, un des viseurs échoue et l'autre est décalé. Les opérateurs au sol se voient ainsi contraints de placer Zond 1 dans un mode de stabilisation de rotation. Finalement, toutes les communications échouent le 14 mai. La sonde serait passée à 100 000 km de Vénus le 19 juillet 1964. 
Une capsule d'atterrissage de conception similaire est utilisé pour Venera 3, lancée un an plus tard. 

## Nom
Les missions Zond sont présentées comme des tests d'ingénierie par l'Union soviétique. Les observateurs occidentaux de l'époque suggèrent que ce nom était utilisé comme couverture pour les missions ratées de la même manière que les désignations Kosmos étaient utilisées pour les missions qui n'étaient parvenues à quitter l'orbite terrestre.   
Ensuite, il a été suggéré que Zond était véritablement la désignation lors du programme interne pour les tests d'ingénierie, mais que Zond 1 aurait été renommé Venera s'il avait eu plus de succès. Zond 1 est le deuxième engin destiné à porter le nom de Zond, son prédécesseur n'ayant pas réussi à quitter l'orbite terrestre et ayant été finalement désigné Kosmos 21 (en).